# Forsyningssikkerhed
Forsyningssikkerhed angiver en høj sandsynlighed for, at en aftager af bestemte varer eller af energi, fx elektricitet, kan blive forsynet efter behov i forskellige situationer. Forsyningssikkerhed er et vigtigt mål indenfor energipolitikken og bruges derfor ofte i denne sammenhæng.
Blandt andre områder, hvor forsyningssikkerhed er blevet vurderet som vigtigt, er forsyningen med lægemidler. Danmark oprettede således i 2020 under coronaviruspandemien en særlig styrelse for forsyningssikkerhed under Justitsministeriet. I 2023 udarbejdedes under styrelsen Danmarks første eksplicitte strategi for forsyningssikkerhed. I 2024 blev styrelsen overført til det nye Ministerium for Samfundssikkerhed og Beredskab (ofte kaldt Beredskabsministeriet).

## Forsyningssikkerhed i energipolitikken
Forsyningssikkerhed er ikke klart defineret indenfor energipolitikken, men forbindes ofte med dels stabil tilgængelighed af energi, så der ikke forekommer afbrydelser i energiforsyningen, og dels, at energipriserne er relativt stabile og overkommelige. Det er altså både et spørgsmål om, at forbrugerne ikke direkte bliver afskåret fra at kunne bruge energi, og at priserne ikke stiger for meget. I internationale sammenhænge bruges ofte det beslægtede ord energisikkerhed (energy security). Energikommissionen, der var nedsat af den danske regering i 2016-2017 for at skrive et oplæg om Danmarks energi- og klimapolitik i 2020-2030, skrev, at "Helt grundlæggende handler forsyningssikkerhed om, at der er den mængde energi til stede i systemet på det tidspunkt og sted, som forbrugeren efterspørger."
Forsyningssikkerhed på energiområdet kan være relevant på flere planer. Det har en geografisk dimension: I Danmark kan forsyningssikkerhed således både være en problemstilling på lokalt/regionalt og på nationalt niveau, og nogle af de største spørgsmål på området løses overnationalt, f.eks. i EU. Forsyningssikkerhed kan også betragtes i forhold til enkelte energikilder, f.eks. forsyningssikkerhed med hensyn til elektricitet eller gas (naturgas og biogas). Da forsyningssikkerhed også handler om at reducere betydningen af prisudsving på de enkelte energityper, er udviklingen på de internationale energimarkeder, hvor disse priser bestemmes, af stor betydning for forsyningssikkerheden, også i Danmark.

### Danmark
Forsyningssikkerhed har spillet en vigtig, omend varierende rolle i Danmarks energipolitik, siden man i 1976 påbegyndte en egentlig national energiplanlægning med udarbejdelsen af regelmæssige landsdækkende energiplaner. Baggrunden for energiplanerne var oliekrisen 1973, hvor olieprisen steg meget kraftigt, og der var tvivl om forsyningerne. Det var derfor det vigtigste fokus for de to første energiplaner i henholdsvis 1976 og 1981 at forøge forsyningssikkerheden ved en kombination af forskellige tiltag som at skifte fra olie til kul og naturgas, fremme udvindingen af dansk olie og gas fra Nordsøen og foretage energibesparelser. Også vedvarende energi og - i den allerførste energiplan fra 1976 - kernekraft var udset til at spille en rolle. Planerne om kernekraften blev dog senere aflyst, definitivt da Folketinget i 1985 vedtog, at kernekraft ikke skulle indføres i Danmark. Som følge af især den store forøgelse af udvindingen fra Nordsøen blev Danmark selvforsynende med energi (netto) i 1997, og i de efterfølgende år fik hensyn til miljø og klima større fokus i energiplanerne relativt til forsyningssikkerheden.
Forsyningssikkerhed kom på ny i fokus i 2022, da Europa oplevede en energikrise i kølvandet på Ruslands invasion af Ukraine med en betydelig stigning i gas- og elpriser til følge. Krisen førte til en EU-beslutning om, at unionen skulle gør sig uafhængig af russiske fossile brændsler hurtigst muligt.
Udover internationale forhold, der påvirker energimarkederne og dermed energipriserne kraftigt, er forsyningssikkerhed også et spørgsmål om infrastrukturens, eksempelvis elektricitetsforsyningsnettets, stabilitet, så nedbrud af nettet kan undgås. Der laves regelmæssigt målinger i Danmark og andre lande af, hvor ofte sådanne nedbrud sker, målt som afbrudsminutter pr. forbruger pr. år. Selvom sådanne nedbrud, eksempelvis på grund af overgravning af ledninger osv., aldrig helt kan undgås, har Danmark traditionelt en meget høj grad af forsyningssikkerhed på dette punkt - en af de højeste i EU. Det skyldes ikke mindst den omfattende nedgravning og kabellægning i jorden, som har forbedret situationen markant i forhold til tidligere tider.

#### Vedvarende energi og forsyningssikkerhed
Et andet forhold, som har stigende betydning for forsyningssikkerheden i Danmark, er, at en stigende andel af energiforsyningen kommer fra vedvarende energikilder som solceller og vindmøller. Disse energikilder er i sagens natur variable produktionsanlæg, dvs. de er afhængige af, at henholdsvis solen skinner og vinden blæser. Det giver alt andet lige en mere fluktuerende energiforsyning og har betydning for forsyningssikkerheden, da det er meget svært at forudsige den nøjagtige produktion fra disse energikilder.
Det uafhængige rådgivende organ Klimarådet analyserede i en rapport i 2023 situationen i et fremtidigt Danmark, hvor elforsyningen i langt højere grad end i dag er lagt an på sol- og vindenergi samt elhandel med nabolandene. På grund af de to nævnte energikilders variation kan denne situation potentielt medføre et større antal strømafbrydelser end i dag i pressede vejrår med meget lidt vind og sol, og hvor nabolandene heller ikke producerer tilstrækkelig strøm. Klimarådet anbefalede derfor, at der fra politisk side sikres en backup-teknologi til sådanne situationer. Sådanne backup-teknologier kan være ellagring, fleksibelt elforbrug og reservekapacitet fra gasturbiner eller termiske kraftværker.